# Raghuva albipunctella
Raghuva albipunctella är en fjärilsart som beskrevs av Joannis 1925. Raghuva albipunctella ingår i släktet Raghuva och familjen nattflyn. Inga underarter finns listade.